# Josiah Parsons Cooke
Josiah Parsons Cooke (12 octobre 1827 - 3 septembre 1894) est un scientifique américain qui travaille à l'Université Harvard et joue un rôle déterminant dans la mesure des poids atomiques, inspirant le premier lauréat américain du prix Nobel de chimie, Theodore Richards, à poursuivre des recherches similaires. On a dit que l'article de Cooke de 1854 sur les poids atomiques préfigurait la loi périodique développée plus tard par Dmitri Mendeleïev et d'autres. L'historien I. Bernard Cohen décrit Cooke "comme le premier chimiste universitaire à faire un travail vraiment distingué dans le domaine de la chimie" aux États-Unis.

## Biographie
Josiah Parsons Cooke est né à Boston, Massachusetts en 1827. Il fréquente la Boston Latin School et, à l'adolescence, crée son propre laboratoire de chimie, en partie en raison d'un intérêt suscité par les conférences de Benjamin Silliman de Yale. L'enseignement de la chimie à Harvard est en mauvaise situation à cette époque, donc après l'entrée de Cooke à l'université en 1843, il continue à être largement autodidacte dans le domaine. Cooke est diplômé de Harvard en 1848 avec un AB et y devient tuteur de mathématiques l'année suivante. En 1850, il est élu professeur Erving de chimie et de minéralogie à Harvard, bien qu'il ait eu peu d'éducation formelle en chimie.
Inversant l'ordre moderne, après que Cooke ait obtenu son poste de professeur, il se lance dans un plan d'études avancées, passant huit mois en Europe à assister aux conférences de Dumas et Regnault. De retour aux États-Unis, Cooke commence sérieusement à élever le niveau de l'enseignement chimique à Harvard, en introduisant des cours obligatoires de chimie, accompagnés d'instructions en laboratoire. Il est l'un des premiers, sinon le tout premier, aux États-Unis à utiliser le travail de laboratoire pour enseigner la chimie.
La première publication de Cooke remonte à 1852, une étude d'un cristal d'arsenic. Elle est suivie par des enquêtes sur les poids atomiques de l'arsenic et d'autres éléments. En 1857, il publie une collection de problèmes chimiques à l'usage des étudiants de premier cycle du Harvard College en référence aux éléments de chimie de Julius Adolph Stöckhardt (en). En 1862, Cooke publie également dans le nouveau domaine de la spectroscopie. Il étudie les cristaux tout au long de sa carrière, et le minéral "cookeite", un quartz aluminosilicate, porte son nom. En plus de ses efforts de recherche, Cooke enseigne un cours d'introduction à la chimie pendant plus de quarante ans et a, de l'avis de tous, connait le succès. Selon Jackson, Cooke a publié quarante et un articles scientifiques basés sur ses recherches et trente-deux sur d'autres sujets, ainsi qu'au moins huit livres.
Cooke s'intéresse et publie des ouvrages sur la relation entre la religion et la science.
Cooke épouse Mary H. Huntington en 1860; le couple n'a pas d'enfants. Il meurt en 1894 à Newport, Rhode Island, et est enterré au cimetière Mount Auburn.

## Publications
- Josiah Parsons Cooke et Stöckhardt, Julius Adolph, Problems and Reactions, to Accompany Stöckhardt's Elements of Chemistry, E. H. Butler, 1857, 148 p. (lire en ligne)
- Josiah Parsons Cooke, Elements of Chemical Physics, Little, Brown and Company, 1860 (lire en ligne)
- Josiah Parsons Cooke, Religion and Chemistry; or, Proofs of God's Plan in the Atmosphere and its Elements, C. Scribner's Sons, 1864, 372 p. (lire en ligne)
- Josiah Parsons Cooke, Scientific Culture, Henry S. King and Company, 1876 (lire en ligne)
- Josiah Parsons Cooke, Chemical and Physical Researches, Cambridge, 1881, 564 p. (lire en ligne)
- Josiah Parsons Cooke, Principles of Chemical Philosophy, J. Allyn, 1885 (lire en ligne)
- Josiah Parsons Cooke, The New Chemistry, Appleton, 1888 (ISBN 0-315-28901-5, lire en ligne)
- Josiah Parsons Cooke, The Credentials of Science the Warrant of Faith, Robert Carter and Brothers, 1888 (ISBN 0-8370-2735-7, lire en ligne)
- Josiah Parsons Cooke et Board Of Overseers, Harvard University, A Plea for Liberal Culture, J. Wilson and Son, University Press, 1890, 46 p. (lire en ligne)
- Josiah Parsons Cooke, Laboratory Practice: A Series of Experiments on the Fundamental Principles, D. Appleton and Company, 1896, 220 p. (lire en ligne)